# Микульский, Дмитрий Валентинович
Дми́трий Валенти́нович Мику́льский (13 декабря 1954, Москва, СССР) — советский и российский арабист. Доктор исторических наук, профессор.

## Биография

### Образование
В 1972 году окончил школу № 19 имени В. Г. Белинского г. Москвы.
В 1978 году окончил филологическое отделение историко-филологического факультета Институт стран Азии и Африки при МГУ (специальность — «арабский язык и литература»).

### Семья
Отец — Валентин Гаврилович Микульский (1928—2003) — в 1951 году окончил МИСИ имени В. В. Куйбышева. Работал прорабом. В 1952—1962 годах служил в Вооруженных Силах. С 1963 году до самой смерти работал в МИСИ (пришел старшим преподавателем умер на посту заведующего кафедрой новых строительных материалов и пластмасс). Доктор технических наук, профессор, специалист по бетонам.
Мать — Раиса Борисовна Микульская (урожденная Солнышкина; 1928—1986) — по специальности преподаватель русского языка и литературы; в 1951 году окончила Московский педагогический институт имени В. И. Ленина. Внучка раскулаченного крестьянина Тульской губернии Ивана Ивановича Солнышкина.
Дочь — Дарья (1982 г. р.).
Дочь — Варвара (1991 г. р.).
Большую роль в становлении личности Д. В. Микульского сыграли прабабушка и бабушка с отцовской стороны — Варвара Ефимовна Струкова (1880—1967) и Варвара Дмитриевна Струкова (1903—1993), потомки старинных московских старообрядческих семейств, — они были носительницами устных преданий о дореволюционной московской жизни. Интерес к гуманитарным наукам пробудил дед по материнской линии Борис Иванович Солнышкин, участник Курской битвы, капитан Красной Армии и кавалер Ордена Красной Звезды, любитель военной истории.
Сестра — Екатерина Валентиновна Микульская (род. 1965) — дизайнер, модельер одежды (зарегистрированная торговая марка KATIA MOSSINA). В 1989 году окончила МАРХИ.
Внучатый племянник генерал-лейтенанта Семёна Петровича Микульского.

### Востоковедная деятельность
В 1981 году защитил кандидатскую диссертацию «Проза аль-Масуди и арабская историографическая традиция: к историко-литературной характеристике арабской историографии (IX—X вв.)». В 2002 году защитил докторскую диссертацию «Мир арабской культуры в сочинении аль-Масуди (X в.) „Золотые копи и россыпи самоцветов“».
До 1991 года работал в АОН при ЦК КПСС, где начал карьеру с должности переводчика и закончил в качестве старшего научного сотрудника.
С 1993 года — сотрудник Института востоковедения РАН (в настоящее время — главный научный сотрудник Отдела памятников письменности народов Востока), с 1994 года — Института практического востоковедения (с 1997 года — учёный секретарь). В 1994 году качестве приглашённого профессора читал курс лекций по исламу и этнографии мусульманских народов СНГ в Вермонтском университете (США).
Участник XV (1996, Будапешт), XVI (2000, Монреаль) и XVII (2004, Москва) Всемирных конгрессов востоковедов.
Действительный член Императорского православного палестинского общества.
Преподаватель ИПВ и ГАУГН.

## Избранная библиография
Всего издано около 160 работ, в том числе художественные переводы произведений арабских писателей.

### Научные труды
- «Ассоциация Братьев-мусульман» в Египте и её социально-политическая доктрина. // Вопросы научного атеизма. Вып. 36. Религия и политика / Редкол. В. И. Гараджа (отв. ред.) и др.; Акад. обществ. наук ЦК КПСС. Ин-т научного атеизма. — М.: Мысль, 1987. — С. 125-140. — 318 с. — 20 000 экз. — ISBN 5-244-00201-5.
- Общественно-политические аспекты освещения исламской проблематики в египетской газете «Аль-Ахрам» (1982—1987 гг.): Аналитический обзор. — М.: Институт Африки, 1989. — 39 с.
- Актуальные проблемы современной мусульманской общественной мысли (арабские страны). — М.: Академия духовного наследия Востока, Центральный Дом знаний о религии и атеизме, 1990. — 102 с.
- Социальное учение исламского возрожденчества (сборник статей). — М.: Академия общественных наук при ЦК КПСС, 1990. (Предисловие, составление, перевод и комментарии).
- Ислам в России и Средней Азии (сборник). — М.: Лотос, 1993. — 272 с. (В соавторстве с И.А. Ермаковым).
- «Таджикская революция» и гражданская война (1989—1994 гг.). — М.: ЦИМО Институт этнологии и антропологии им. Н. Н. Миклухо-Маклая РАН, 1995. — 310 с. (В соавторстве с В. И. Бушковым).
- Анатомия гражданской войны в Таджикистане (этно-социальные процессы и политическая борьба, 1992—1995). — М.: Институт этнологии и антропологии РАН, Институт практического востоковедения, 1996. — 170 с. — 250 экз. (совместно с В. И. Бушковым) (то же, 2-е изд., перераб. и доп.: Анатомия гражданской войны в Таджикистане. Этно-социальные процессы и политическая борьба, 1992—1996. — М.: Российский гуманитарный научный фонд, 1997, 166 с.).
- Арабский Геродот / Отв. ред. Л. Ю. Сергиенко. — М.: Алетейа, 1998. — 232 с. — (Vita Memoriae). — 3000 экз. — ISBN 5-89321-014-X. (То же на арабском языке. — Дамаск, 2006).
- Арабо-мусульманская культура в сочинении ал-Мас‘уди «Золотые копи и россыпи самоцветов» («Мурадж аз-захаб ва ма‘адин ал-джаухар»): X век. — М.: Восточная литература, 2006. — 175 с. — (Труды Института практического востоковедения. Том II). — ISBN 5-02-018536-1.
- База данных сюжетов и тем арабских династических хроник IX—X вв. (Часть первая).
- Алжирская народная поэма «Хизиййа» — основное содержание и среда функционирования. // Восток. — № 1. — 2010. — С. 129—133.
- Биографии религиозных деятелей в ал-Манхал ал-‘азб фи та’рих Тарабулус ал-Гарб. — М., 2010 (в рукописи).
- О пользе востоковедного образования.
- Биографии мусульманских ученых в ал-Манхал ал-‘азб  фи та’рих Тарабулус ал-Гарб // ArsIslamica. В честь Станислава Михайловича Прозорова. Под редакцией М.Б. Пиотровского и А.К. Аликберова. Российская академия наук. Институт востоковедения. М. Наука – Восточная литература, 2016; ISBN 978-5-2-039776-7, с. 157 – 222; 2,5 а.л.  '
- Новеллы (рассказы) в структуре текста раздела Ал-икд ал-фарид, посвященного арабо-мусульманской истории // «Рассыпанное» и «собранное»: когнитивные приемы арабо-мусульманской культуры / Отв. ред. А. В. Смирнов. М.: ООО «Садра»: Издательский Дом ЯСК, 2017. — С. 424—476. — (Философская мысль исламского мира: Исследования. Т. 10).

### Переводы
- Абу-л-Хасан ‘Али ибн ал-Хусайн ибн ‘Али ал-Мас‘уди. Золотые копи и россыпи самоцветов. (История Аббасидской династии: 749—947) / Перевод с арабского, предисловие, комментарии и указатели Д. В. Микульского. — М.: Наталис, 2002. — 800 с. — (Восточная коллекция). — 1200 экз. — ISBN 5-8062-0058-2.
- Микульский Д. В. (перевод с арабского, предисловие и примечания). Книга о завоевании Йемена // Е. А. Давидович (отв. ред.) и др. Восточное историческое источниковедение и специальные исторические дисциплины : сборник. — М.: Восточная литература, 2004. — Т. 6. — С. 88—153. — ISBN 5-02-018396.
- «Благоуханный сад для духовных услад» учёнейшего шейха Сиди Мухаммада ибн Мухаммада ан-Нафзави / Перевод с арабского и послесловие Д. В. Микульского. — М.: Таус, 2008. — 224 с. — ISBN 978-5-903011-35-3. Архивировано 8 ноября 2012 года.